# قائمة حكام الأراضي المنخفضة الهابسبورجية
الحاكم (بالهولندية: Landvoogd) أو الحاكم العام (Gouverneur-Generaal) حكم الأراضي المنخفضة الهابسبورجية كممثل لكونتات بورغندي (حتى 1549)، ملوك قشتالة (1556-1706)، وحكام النمسا (1716-1794).

## قائمة الحكام
| الصورة | الاسم                                                                         | تولى المنصب | ترك المنصب                | العلاقة بالملك                    | ملك                              |
| --- | ----------------------------------------------------------------------------- | ----------- | ------------------------- | --------------------------------- | -------------------------------- |
| | ويليام دي كروي (1458-1521)                                                    | 1504        | 1507                      | /                                 | كارل الثاني                      |
| | مارغريت النمساوية (1480-1530)                                                 | 1507        | 1 ديسمبر 1530 (الوفاة)    | عمة                               | كارل الثاني                      |
| | ماريا النمساوية (1505-1558)                                                   | يناير 1531  | أكتوبر 1555               | أخت                               | كارل الثاني                      |
| عام 1556 أصبح فيليب السابع، كونت بورجندي ملك أسبانبا تحت اسم فيليب الثاني ملك إسبانيا، وبالتالي ألحق الأراضي المنخفضة الهابسبورجية تحت سيطرة الإمبراطورية الإسبانية.                                                                                                |                                                                               |             |                           |                                   |                                  |
| | ايمانويل فيليبير (1528-1580)                                                  | 1555        | 1559                      | ابن خالته                         | فيليب الثاني ملك إسبانيا         |
| | مارغريت هابسبورغ (1522-1586)                                                  | 1559        | 1567                      | أخت غير شقيقة                     | فيليب الثاني ملك إسبانيا         |
| | فرناندو ألفاريز دي توليدو دوق ألبا الثالث (1507-1582)                         | 1567        | 1573                      | /                                 | فيليب الثاني ملك إسبانيا         |
| | Luis de Requesens y Zúñiga (1528-1576)                                        | 1573        | 5 مارس 1576 (الوفاة)      | /                                 | فيليب الثاني ملك إسبانيا         |
| | الدون خوان النمساوي (1547-1576)                                               | 1576        | 1 أكتوبر 1578 (الوفاة )   | أخ غير شقيق                       | فيليب الثاني ملك إسبانيا         |
| | ألساندرو فارنيزي دوق بارما (1545-1592)                                        | 1578        | 3 ديسمبر 1592 (الوفاة )   | ابن أخته غير شقيقة                | فيليب الثاني ملك إسبانيا         |
| | Peter Ernst I von Mansfeld-Vorderort (1517-1604)                              | 1592        | 1594                      | /                                 | فيليب الثاني ملك إسبانيا         |
| | الأرشيدوق إرنست النمساوي (1553-1595)                                          | 1594        | 20 فبراير 1595 (الوفاة )  | ابن أخته                          | فيليب الثاني ملك إسبانيا         |
| | Pedro Henriquez de Acevedo (1525-1610)                                        | 1595        | 1596                      | /                                 | فيليب الثاني ملك إسبانيا         |
| | ألبرت السابع أرشيدوق النمسا (1559-1621)                                       | 1596        | 1598                      | ابن أخته                          | فيليب الثاني ملك إسبانيا         |
| عام 1598 تنازل فيليب الثاني ملك إسبانيا عن هولندا لابنته إيزابيلا كلارا يوجينيا وابن أخته ألبرت السابع، أرشيدوق النمسا، التي تزوجت العام التالي. وقد حكموا سوياً حتى وفاة شقيقها فيليب الثالث ملك إسبانيا، وبعدها انتقلت هولندا لابن أخيه، فيليب الرابع ملك إسبانيا. |                                                                               |             |                           |                                   |                                  |
| | إيزابيلا كلارا يوجينيا (1566-1633)                                            | 1621        | 1 ديسمبر 1633 (الوفاة )   | عمة                               | فيليب الرابع ملك إسبانيا         |
| | الكاردينال-انفانتي فرناندو النمساوي (1609/1610-1641)                          | 1633        | 9 November 1641 (الوفاة ) | أخ                                | فيليب الرابع ملك إسبانيا         |
| | فرنسيسكو دي ميلو ‏ (1597-1651)                                                 | 1641        | 1644                      | /                                 | فيليب الرابع ملك إسبانيا         |
| | Manuel de Moura (1590-1651)                                                   | 1644        | 1647                      | /                                 | فيليب الرابع ملك إسبانيا         |
| | الأرشيدوق ليوبولد فيلهلم النمساوي (1614-1662)                                 | 1647        | 1656                      | ابن خاله                          | فيليب الرابع ملك إسبانيا         |
| | خوان الأصغر النمساوي (1629-1679)                                              | 1656        | 1659                      | ابن                               | فيليب الرابع ملك إسبانيا         |
| | Luis de Benavides Carrillo (1608-1668)                                        | 1659        | 1664                      | /                                 | فيليب الرابع ملك إسبانيا         |
| | Francisco de Moura (1610-1675)                                                | 1664        | 1668                      | /                                 | فيليب الرابع ملك إسبانيا         |
| كارلوس الثاني ملك إسبانيا | Francisco de Moura (1610-1675)                                                | 1664        | 1668                      | /                                 |                                  |
| | Íñigo Melchor de Velasco (1608-1668)                                          | 1668        | 1670                      | /                                 |                                  |
| | Juan Domingo de Zuñiga y Fonseca (1640-1716)                                  | 1670        | 1675                      | /                                 |                                  |
| | Carlos de Aragón de Gurrea (1634-1692)                                        | 1675        | 1677                      | /                                 |                                  |
| | Alexander Farnese (1635-1689)                                                 | 1678        | 1682                      | قريب من بعيد                      |                                  |
| | Ottone Enrico del Caretto (1629-1685)                                         | 1682        | 1685                      | /                                 |                                  |
| | Francisco Antonio de Agurto (1640-1702)                                       | 1685        | 1692                      | /                                 |                                  |
| | ماكسيمليان الثاني إيمانويل، ناخب بافاريا (1662-1726)                          | 1692        | 1706                      | زوج ابنة أخته                     |                                  |
| خاله | ماكسيمليان الثاني إيمانويل، ناخب بافاريا (1662-1726)                          | 1692        | 1706                      | فيليب الخامس ملك إسبانيا          |                                  |
| تبعاً لحرب الخلافة الإسبانية أصبح كارل السادس حاكم الأراضي المنخفضة النمساوية. |                                                                               |             |                           |                                   |                                  |
| | الأمير يوجين السّافوي (1663-1736)                                              | 1716        | 1724                      | قريب من بعيد                      | كارل السادس إمبراطور روماني مقدس |
| | Wirich Philipp von Daun (1669-1741)                                           | فبراير 1725 | أكتوبر 1725               | /                                 | كارل السادس إمبراطور روماني مقدس |
| | الأرشيدوقة ماريا إليزابيث النمساوية (1680-1741)                               | 1725        | 26 August 1741 (الوفاة )  | أخت                               | كارل السادس إمبراطور روماني مقدس |
| عمة | الأرشيدوقة ماريا إليزابيث النمساوية (1680-1741)                               | 1725        | 26 August 1741 (الوفاة )  | ماريا تيريزا من النمسا            |                                  |
| | Friedrich August von Harrach-Rohrau (1696-1749)                               | 1741        | 1744                      | ماريا تيريزا من النمسا            | /                                |
| | الأرشيدوقة ماريا آنا النمساوية (1718-1744)                                    | 1744        | 16 ديسمبر 1744 (الوفاة )  | ماريا تيريزا من النمسا            | أخت                              |
| | كارل ألكسندر من لورين (1712-1780)                                             | 1744        | 4 يوليو1780 (الوفاة )     | ماريا تيريزا من النمسا            | زوج أخت                          |
| | ماريا كريستينا النمساوية (1742-1798) with ألبرت كازيمير دوق تيشن ‏ (1738-1822) | 1781        | 1793                      | الأخت وزوجها                      | يوزف الثاني إمبراطور روماني مقدس |
| ليوبولد الثاني إمبراطور روماني مقدس | ماريا كريستينا النمساوية (1742-1798) with ألبرت كازيمير دوق تيشن ‏ (1738-1822) | 1781        | 1793                      | الأخت وزوجها                      |                                  |
| عم وعمة | ماريا كريستينا النمساوية (1742-1798) with ألبرت كازيمير دوق تيشن ‏ (1738-1822) | 1781        | 1793                      | فرانز الثاني إمبراطور روماني مقدس |                                  |
| | كارل من النمسا-لورين (1771-1847)                                              | 1793        | 1794                      | فرانز الثاني إمبراطور روماني مقدس | أخ                               |

بعد ذلك احتلت الثورة الفرنسية البلدان المنخفضة حتى 1815. اعترف الإمبراطور رسميا فقدان هذه الأراضي من قبل معاهدة لونيفيل في 1801، وفي مؤتمر فيينا عام 1815 تم لم شمل البلدان المنخفضة في اتحاد شخصي تحت إمرة عائلة أوراني - ناساو. عام 1830 أعلنت بلجيكا استقلالها.